# لوك كريسويل
لوك كريسويل (بالإنجليزية: Luke Cresswell)‏ هو مصمم رقص بريطاني، ولد في 1 أكتوبر 1963 في برايتون في المملكة المتحدة.

## وصلات خارجية
- لوك كريسويل على موقع IMDb (الإنجليزية)
- لوك كريسويل على موقع ميوزك برينز (الإنجليزية)
- لوك كريسويل على موقع قاعدة بيانات الفيلم (الإنجليزية)